# 趙琮 (正德舉人)
趙琮（15世紀—16世紀），四川瀘州直隸州人，明朝政治人物。

## 生平
趙琮是正德五年（1510年）的舉人，授洛南知縣，當地柳林舖路臨近河畔，夏天、秋天水漲時令行人無法通行，他改建在北高平地稱便，又增修狹隘而且倒塌的縣治、尋得二十畝地興建演武所，同時撫恤窮困、振興文教，申請免去甘肅行太僕寺取市馬價資金，使得人民安穩。
孫子趙可鎔為嘉靖四十一年進士。

## 引用
1. 1 2  道光《直隸瀘州志·人物志卷九》：趙琮，州正德庚午舉人，任陝西洛南縣知縣，舊柳林舖路臨河，夏秋水漲，行人苦之，琮改建北高平地，至今稱便，縣治狹隘且圮，增修改觀，邑演武無所，琮為易地二十畝建廳置垣築臺，軍容以肅。 見《商州府志》及《陝西通志》
2. ↑  同治《雒南縣志·卷三》：趙琮，瀘州舉人，正德改元除雒南知縣，才卓犖兼，人試小邑必用全力，尤以卹凋瘵、振文教為先，務次第舉措民悅安之，使甘肅行太僕寺 闕 下各縣道取市馬價貲，琮力以貧困不支申請得免，芘雒為多。